# Hante
Die Hante (auch Hantes geschrieben) ist ein Fluss, der in Belgien, Region Wallonien und in Frankreich, Region Hauts-de-France verläuft.

## Geographie

### Verlauf
Die Hante entspringt in der belgischen Gemeinde Froidchapelle und entwässert generell Richtung Nordwest. Sie erreicht französisches Gebiet, das sie für etwa fünf Kilometer im Regionalen Naturpark Avesnois durchfließt, danach betritt sie wiederum belgisches Gebiet und mündet nach insgesamt 32 Kilometern beim Ort Labussière, im Gemeindegebiet von Merbes-le-Château als rechter Nebenfluss in die Sambre. Auf ihrem Weg durchquert die Hante die belgische Provinz Hainaut und das französische Département Nord.

### Zuflüsse
- Rau de Courtinsart (links)
- Ri de la Grattene (Ri de la Gratterie) (rechts)
- Rau du Vivier du Gouverneur (rechts)
- Le Vivret (links)
- Rau de Grand Riau (rechts)
- Rau du Bois Brûle (rechts)
- Rau de Bussignies (rechts)
- Rau de l'Etogne (links)
- Rau des Fonds (links)
- Rau de Vergnies (rechts)
- Rau des Watches (links)
- le Barbesignau (Barbinçonia) (rechts)
- Rau de Leugnies (links)
- Rau duu Fond des Gouttes (rechts)
- Rau de sous le Bois (rechts)
- Rau des Sartiau (rechts)

### Orte am Fluss
(Reihenfolge in Fließrichtung)
- Froidchapelle (BE)
- Renlies, Gemeinde Beaumont (BE)
- Solre-Saint-Géry, Gemeinde Beaumont (BE)
- Beaumont (BE)
- Bousignies-sur-Roc (FR)
- Montignies-Saint-Christophe, Gemeinde Erquelinnes (BE)
- Hantes-Wihéries, Gemeinde Erquelinnes (BE)
- Labussière, Gemeinde Merbes-le-Château (BE)

## Sehenswürdigkeiten
- "Römerbrücke" von Montignies-Saint-Christophe, Steinbogenbrücke aus dem 18. Jahrhundert – Belgisches Baudenkmal[4]